# Избори за одборнике Скупштине града Новог Сада 2016.
Избори за одборнике Скупштине града Новог Сада 2016. су одржани 24. априла као део локалних избора 2016., и истовремено са ванредним парламентарним изборима те године. На њима је СНС убедљиво победио, и Милош Вучевић је освојио свој други мандат, што је први градоначелник Новог Сада коме је од Јована Дејановића пошло за руком. У Парламент је ушло 9 изборних листи, а коначну владајућу коалицију су направили коалиција око СНС, коалиција око СПС, и коалиција око ЛСВ, што је укупно 52 одборника.